# Malouinière de la Verderie
La malouinière de la Verderie, construite à Saint-Servan, Saint-Malo, durant la première moitié du XVIIe siècle, est l'une des plus anciennes des malouinières, vastes demeures de plaisance construites par des armateurs de Saint-Malo.

## Historique
La malouinière de la Verderie a appartenu à Noël Danycan (1651-1731), seigneur de l’Épine, puissant commanditaire de la Compagnie des Indes et l'une des plus importantes fortunes du royaume, étant l'un des principaux corsaires de Saint-Malo. Il observait, dit-on, le retour de ses navires du haut de la tour de sa malouinière[réf. nécessaire].
En 1698, il fonde la Compagnie royale de la mer du Sud (1698) pour ouvrir au commerce français les côtes du Chili et du Pérou, sur l'océan Pacifique, alors appelé Mers du Sud, où se trouvaient les riches possessions minières de l'empire espagnol. Perrée du Coudray mène de 1703 à 1708 deux expéditions dans les Mers du Sud, et découvre au retour une petite île à laquelle il donnera le nom de Noël Danycan.
Le logis et le jardin sont inscrits à l'Inventaire Supplémentaire des Monuments historiques. Le site est représentatif des premières malouinières de Saint-Malo, avant l'âge d'or du début des années 1700 découlant des richesses acquises par les corsaires lors des courses de la Guerre de la Ligue d'Augsbourg et des expéditions au long cours dans les Mers du Sud.

## Architecture

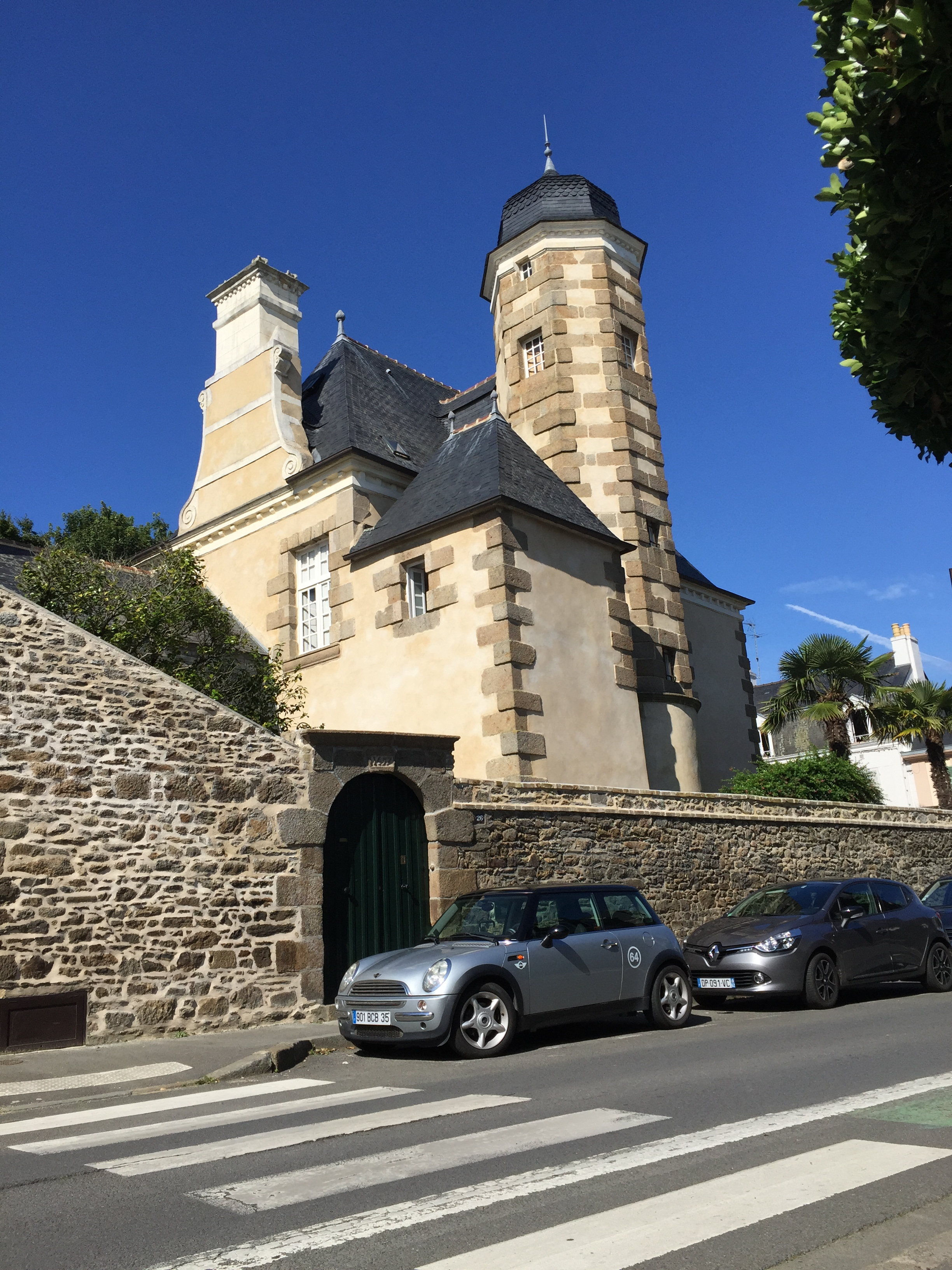
La tour, côté rue

Le logis est constitué de deux bâtiments en L desservis par une tour d'escalier octogonale hors-d'œuvre côté jardin et visible depuis la rue Dreux.
Bien que la demeure ait été remaniée au XVIIIe siècle (boiseries du rez-de-chaussée, ajout d'une extension couverte d'un toit à la Mansart), elle a conservé une partie de ses lambris-cloisons du XVIIe siècle.